# Antje Krause-Wahl
Antje Krause-Wahl (* 1970) ist eine deutsche Kunsthistorikerin.

## Leben
Wahl studierte Kunst/Kunsterziehung, Kunstgeschichte und Literaturwissenschaft in Kiel, Wien und Leipzig. Sie wurde an der Universität Leipzig promoviert und in Mainz habilitiert. Seit 2021 ist sie Inhaberin der Heisenberg-Professur für Gegenwartskunstgeschichte am Kunstgeschichtlichen Institut der Goethe-Universität Frankfurt am Main.
Ihre Forschungsschwerpunkte sind Künstleridentitäten, Subjektkonfigurationen, Körperdiskurse, Materialität und Medialität von Mode und Kleidung, Oberflächen und Berührung, Queer Theory und Zeitschriften mit einem geografischen Schwerpunkt in der US-amerikanischen Kunst im 20. und 21. Jahrhundert.

## Schriften (Auswahl)
- Konstruktionen von Identität. Renée Green, Tracey Emin, Rirkrit Tiravanija. München 2006, ISBN 3-88960-081-6.
- mit Heike Oelschlägel, Serjoscha Wiemer: Affekte. Produktion – Rezeption – Medium. Bielefeld 2006.
- mit Katharina Ahr, Susanne Holschbach: Erblätterte Identitäten. Mode – Kunst – Zeitschrift. Marburg 2006.
- mit Klaus Herding: Wie sich Gefühle Ausdruck verschaffen. Emotionen in Nahsicht. Taunusstein 2007.